# Źródło Filipowskiego
Źródło Filipowskiego – źródło w Dolinie Sąspowskiej w Ojcowskim Parku Narodowym. Znajduje się na lewym brzegu Sąspówki w dużym rozszerzeniu dna górnej części doliny. Wypływa u podnóża Złotej Góry, tuż przy szlaku turystycznym. Wypływająca z niego woda krótkim potoczkiem wpływa do Sąspówki. Nazwę źródła nadano dla uczczenia ojcowskiego przewodnika Władysława Filipowskiego żyjącego w latach 1905-2004.
Jest to naturalne źródło zwietrzelinowe. Woda wypływa w nim grawitacyjnie w martwicy wapiennej na wysokości 352 m n.p.m., Zamontowano przy nim tabliczkę informacyjną dla turystów. Źródło ma wydajność 6,5-8,6 l/s, temperatura wody wynosi 8,5° C, mineralizacja 420 mg/l.
W wodzie nie stwierdzono obecności mikroorganizmów. W potoku wypływającym ze źródła rosną 2 gatunki przetaczników: przetacznik bobownik (Veronica anagalis) i przetacznik bobowniczek (Veronica baccabunga), nad wodą pierwiosnek wyniosły (Primula elatior). Z drobnych zwierząt w potoku wypływającym ze źródła żyją: ślimak źródlarka karpacka (Bythinella austriaca), chruściki Drussus annulatus i Potamophylax nigricomis, sporadycznie wypławek alpejski (Crenobia alpina).

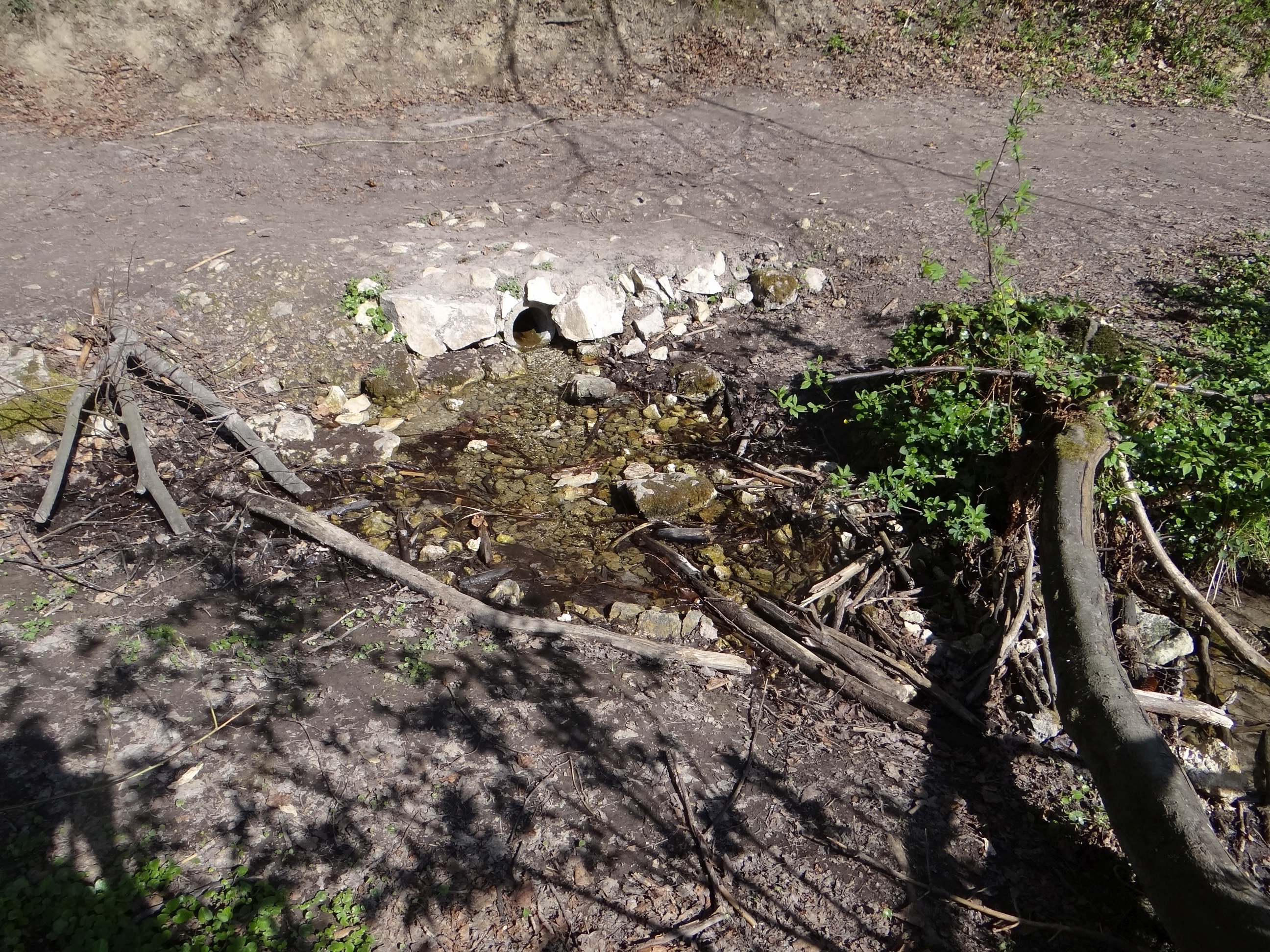
Wypływ wody w rumoszu skalnym
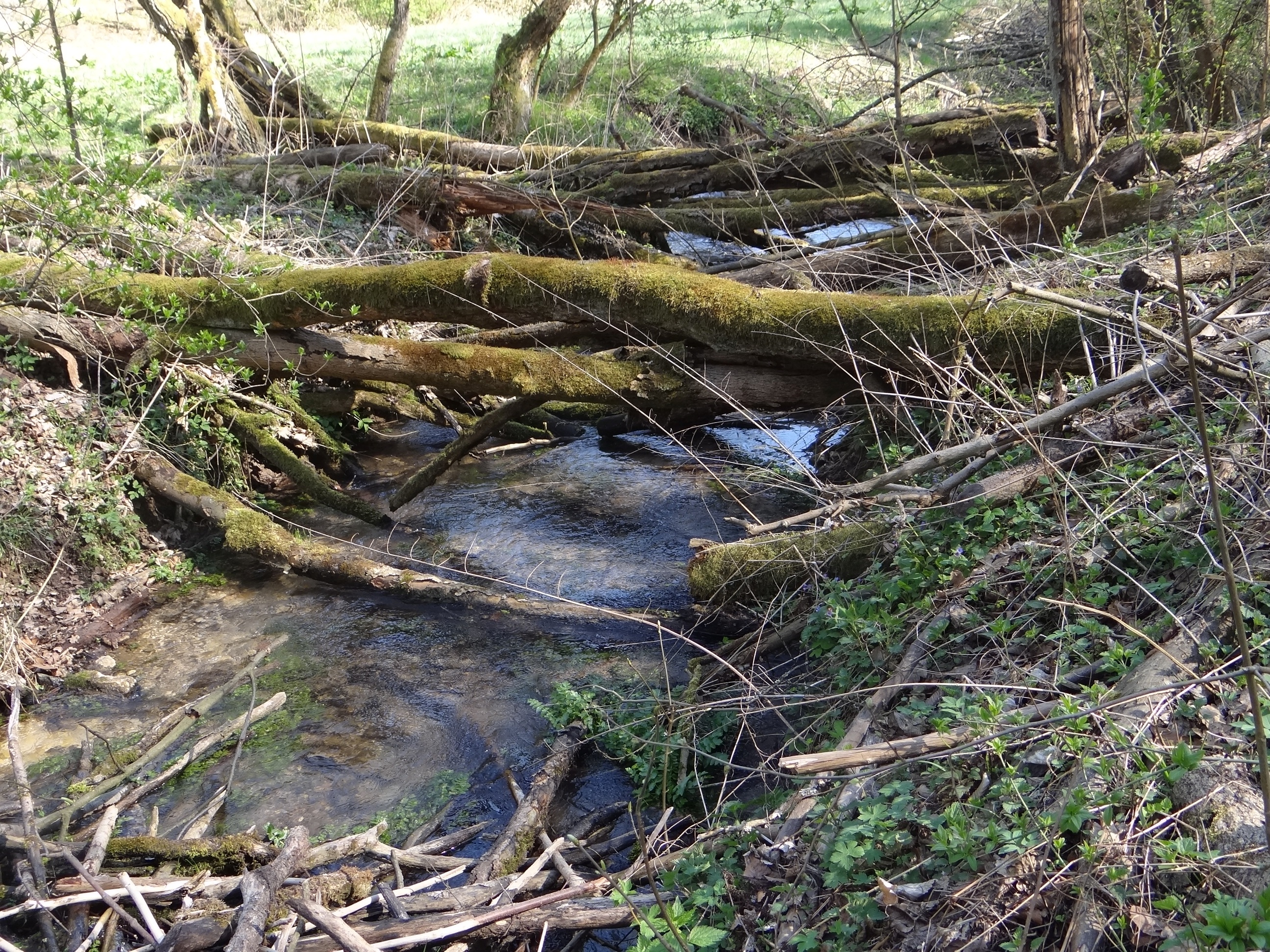
Potok wypływający ze źródła
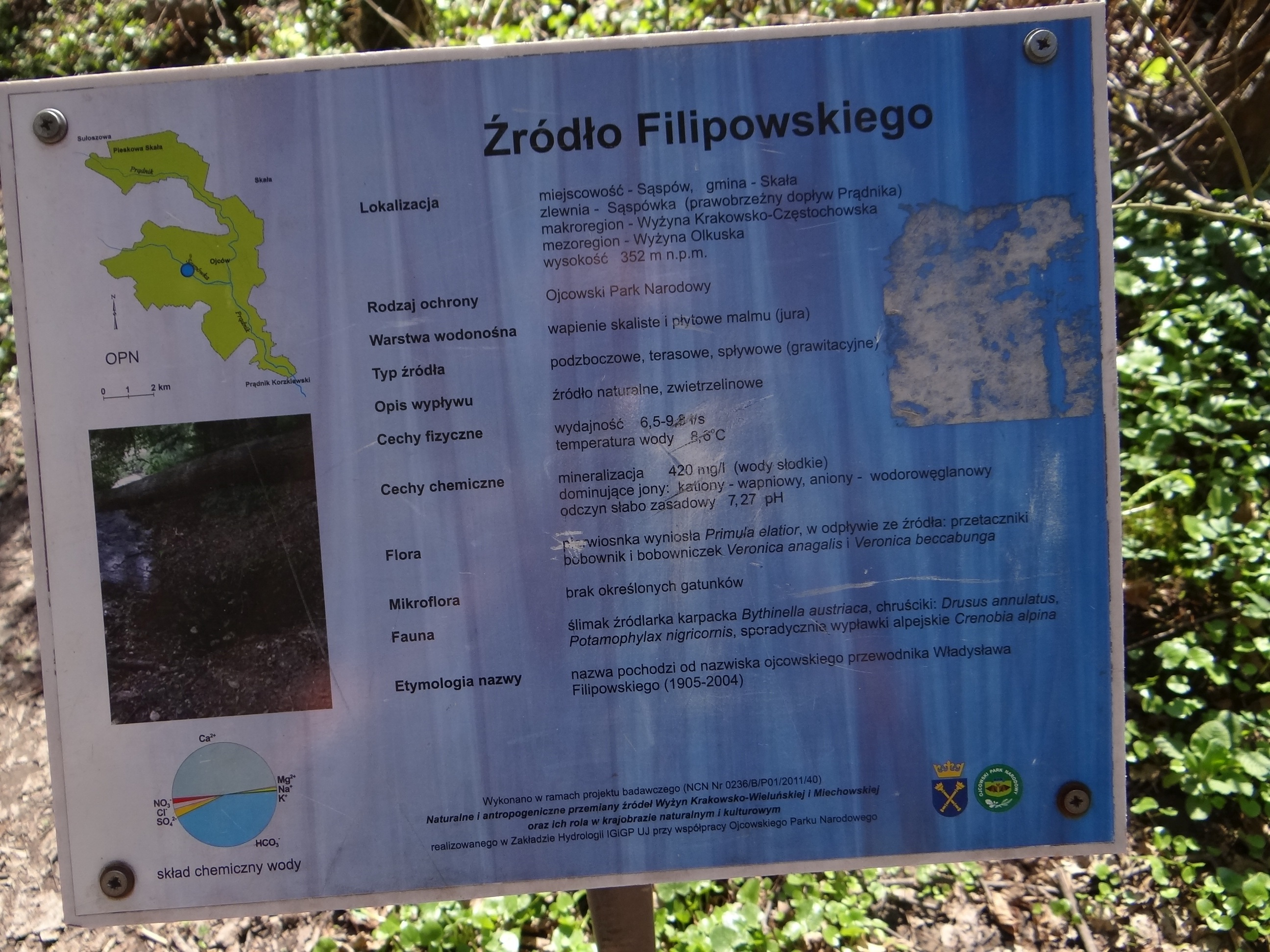
Tabliczka informacyjna

W dolinie Sąspówki jest kilka źródeł zasilających Sąspówkę. Oprócz Źródła Filipowskiego są to: Źródło Harcerza, Źródło Ruskie i Źródło spod Graba.